# Жанбаєв Сагалбай
Сагалбай Жанбаєв (січень 1904, аул Каратал Петропавловського повіту Акмолінської області, тепер Русько-Полянського району Омської області, Російська Федерація — 18 травня 1972, місто Алма-Ата, тепер Алмати, Казахстан) — радянський державний і партійний діяч, 1-й секретар Акмолінського, Кустанайського, Кзил-Ординського обласних комітетів КП(б) Казахстану. Депутат Верховної ради Казахської РСР 1-го, 3—4-го скликань. Депутат Верховної ради СРСР 3-го скликання.

## Біографія
З 1918 по 1924 рік працював пастухом у баїв.
У 1925—1928 роках — учень Петропавловського педагогічного технікуму.
У 1928—1929 роках — відповідальний секретар Тонкерейського районного комітету ВЛКСМ Казакської АРСР. Член ВКП(б).
У 1929—1930 роках — відповідальний секретар Кара-Калпацького обласного комітету ВЛКСМ.
У 1930—1931 роках — завідувач організаційного відділу Енбекшиказахського районного комітету ВКП(б) Казакської АРСР.
У 1931—1932 роках — завідувач організаційного відділу Павлодарського районного комітету ВКП(б) Казакської АРСР.
У 1932—1933 роках — завідувач організаційного відділу Енбекшильдерського районного комітету ВКП(б) Карагандинської області.
У 1933—1935 роках — заступник начальника політичного відділу машинно-тракторної станції в Казакській АРСР.
У 1935—1937 роках — заступник секретаря, 2-й секретар Тонкерейського районного комітету ВКП(б) Північно-Казахстанської області.
У 1937—1938 роках — 1-й секретар Айртауського районного комітету КП(б) Казахстану Північно-Казахстанської області.
У 1938—1939 роках — секретар партійної колегії Північно-Казахстанського обласного комітету КП(б) Казахстану.
У 1939 році — заступник завідувача відділу кадрів Північно-Казахстанського обласного комітету КП(б) Казахстану.
У 1939 — березні 1944 року — секретар Акмолінського обласного комітету КП(б) Казахстану з кадрів; 2-й секретар Акмолінського обласного комітету КП(б) Казахстану.
У березні 1944 — 1945 року — 1-й секретар Акмолінського обласного комітету КП(б) Казахстану.
У 1945—1948 роках — слухач Вищої партійної школи при ЦК ВКП(б).
У 1948 — січні 1954 року — 1-й секретар Кустанайського обласного комітету КП(б) Казахстану.
У лютому — червні 1954 року — 1-й секретар Кзил-Ординського обласного комітету КП Казахстану.
У 1954—1957 роках — голова виконавчого комітету Семипалатинської міської ради депутатів трудящих.
У 1957—1958 роках — заступник голови виконавчого комітету Семипалатинської обласної ради депутатів трудящих.
У 1958—1963 роках — член Партійної комісії КП Казахстану.
З 1963 року — персональний пенсіонер. У 1963—1967 роках працював у Державному комітеті Ради міністрів Казахської РСР з трудових резервів.
Помер 18 травня 1972 року в місті Алма-Аті (Алмати). Похований на Центральному цвинтарі Алмати.

## Нагороди
- орден Леніна
- орден Трудового Червоного Прапора
- орден «Знак Пошани»
- медалі
- Грамота Верховної ради Казахської РСР